# Amenhotep III
Amenhotep III was een farao van de 18e dynastie van de Egyptische oudheid. Zijn naam Amenhotep betekent: "Amon is tevreden", zijn tweede bekende naam betekent: "De heer van waarheid is Re".

## Biografie
Amenhotep was de zoon van Thoetmosis IV en Moetemwia. Hij trouwde met een burgerdochter: Teye, de dochter van Yuya en Tuya. In zijn tijd was het Nieuwe Rijk op zijn hoogtepunt. Zijn regering was voornamelijk een tijd van vrede en voorspoed. De invloed van Egypte reikte ver, zijn naam wordt gevonden van Griekenland, Kreta, Anatolië en Babylon tot Jemen toe. Hij is de grootvader van Toetanchamon.
Amenhotep III had een heel tempelcomplex nabij Thebe, waarvan alleen de Kolossen van Memnon zijn overgebleven. Daarbij liet hij speciaal voor Teye een kunstmatig meer aanleggen dat bijna twee kilometer lang en 370 meter breed was.
Toch waren er zorgwekkende ontwikkelingen. In Anatolië werden de Hettieten steeds machtiger onder Hattusilis II en begonnen het bondgenootschap met Assyrië en Mitanni te bedreigen. De koning trachtte dit tegen te gaan door in het huwelijk te treden met een prinses uit een buurland van de Hettieten, Arzawa, maar dit land werd al spoedig door de Hettieten opgebroken en daarna tot een vazal gereduceerd. 

In de binnenlandse politiek werden de priesters van Amon-Re in Thebe steeds machtiger en veeleisender. Ondanks de welvaart werd het steeds moeilijker de almaar groeiende tempelbureaucratie tevreden te stellen. Amenhotep probeerde daar wat tegenwicht tegen te scheppen door de priesters van Heliopolis en de Apis-cultus uit Memphis, wat meer te begunstigen.
In 2006 is er gesuggereerd dat er vóór zijn 20e regeringsjaar in Egypte een epidemie (gedacht wordt aan de pest) heeft plaatsgevonden. Er is daarvoor een aantal aanwijzingen. Zo is uit de meeste jaren van zijn bewind vrij uitgebreide documentatie bewaard, die echter plotseling een aantal jaren afbreekt. Na zijn twintigste jaar schenkt de koning opeens grote aandacht aan de godin Sekhmet. Zij is de godin van onheil en verwoesting waar voordien weinig aandacht aan geschonken werd.

## Vondst van zijn standbeeld
In april 2011 vonden Egyptische archeologen in de buurt van Luxor een dertien meter hoog standbeeld uit kwartsiet van Amenhotep III, in zeven stukken gebroken. 
Het was een van de twee standbeelden die aan de ingang van de graftempel van de farao stond in Kom al-Hitan.

## Bouwwerken
- Graf DK 35 in Vallei der Koningen
- Tempel van Luxor
- Dodentempel van Amenhotep III

## Galerij

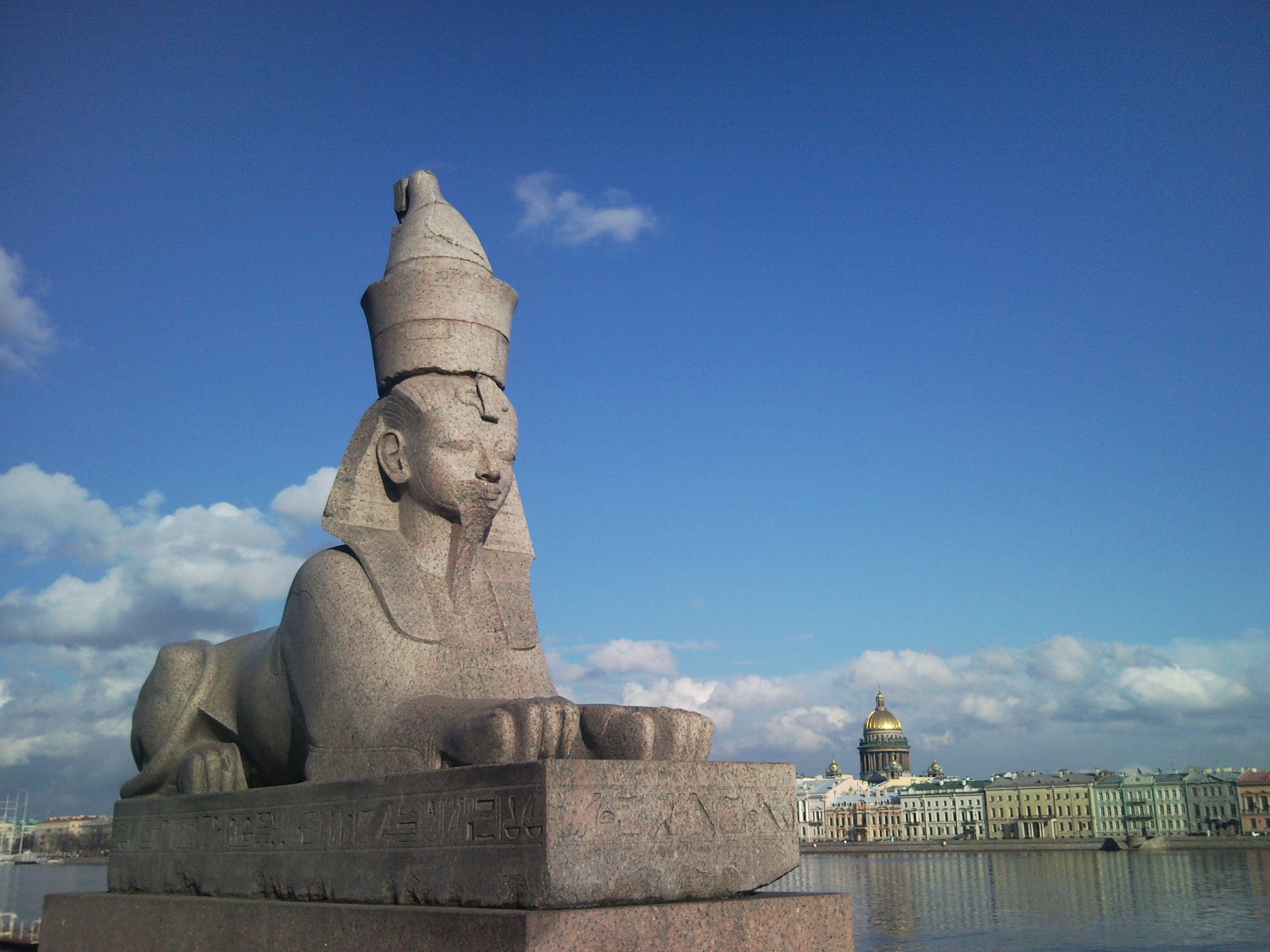
Een van de twee sfinxen van Amenhotep III bij de rivier de Neva in Sint-Petersburg
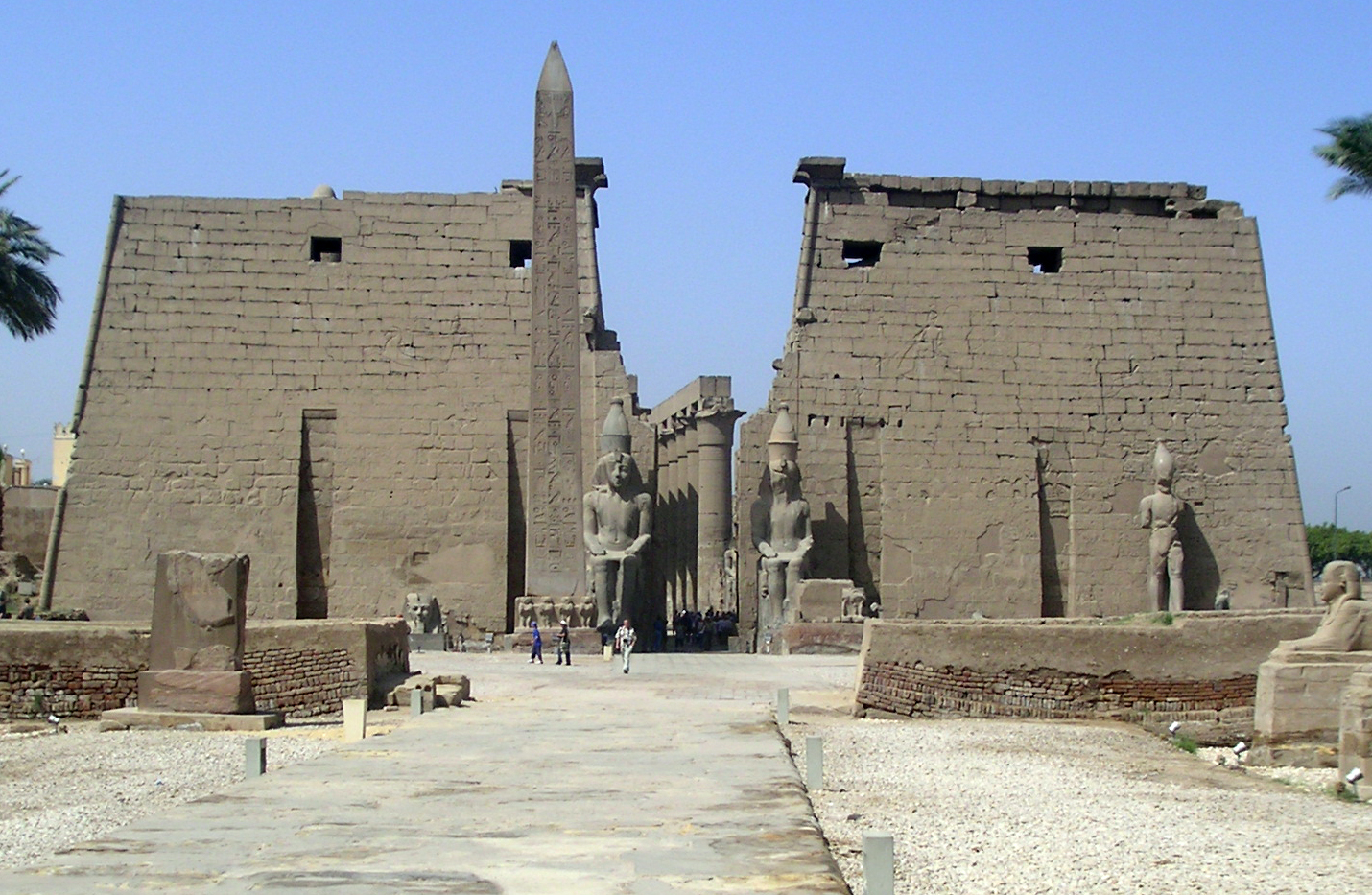
Tempel van Luxor met obelisk
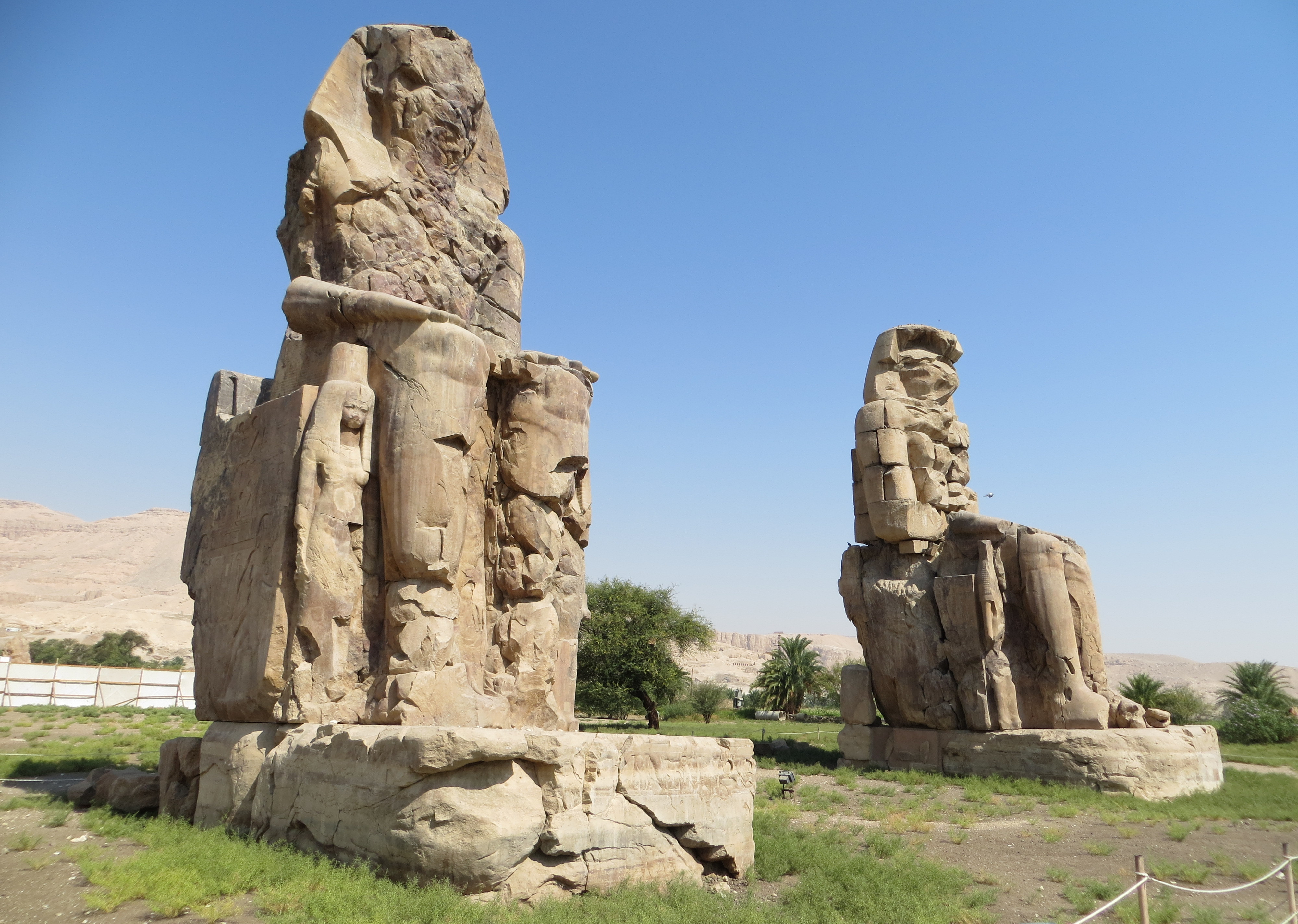
Kolossen van Memnon
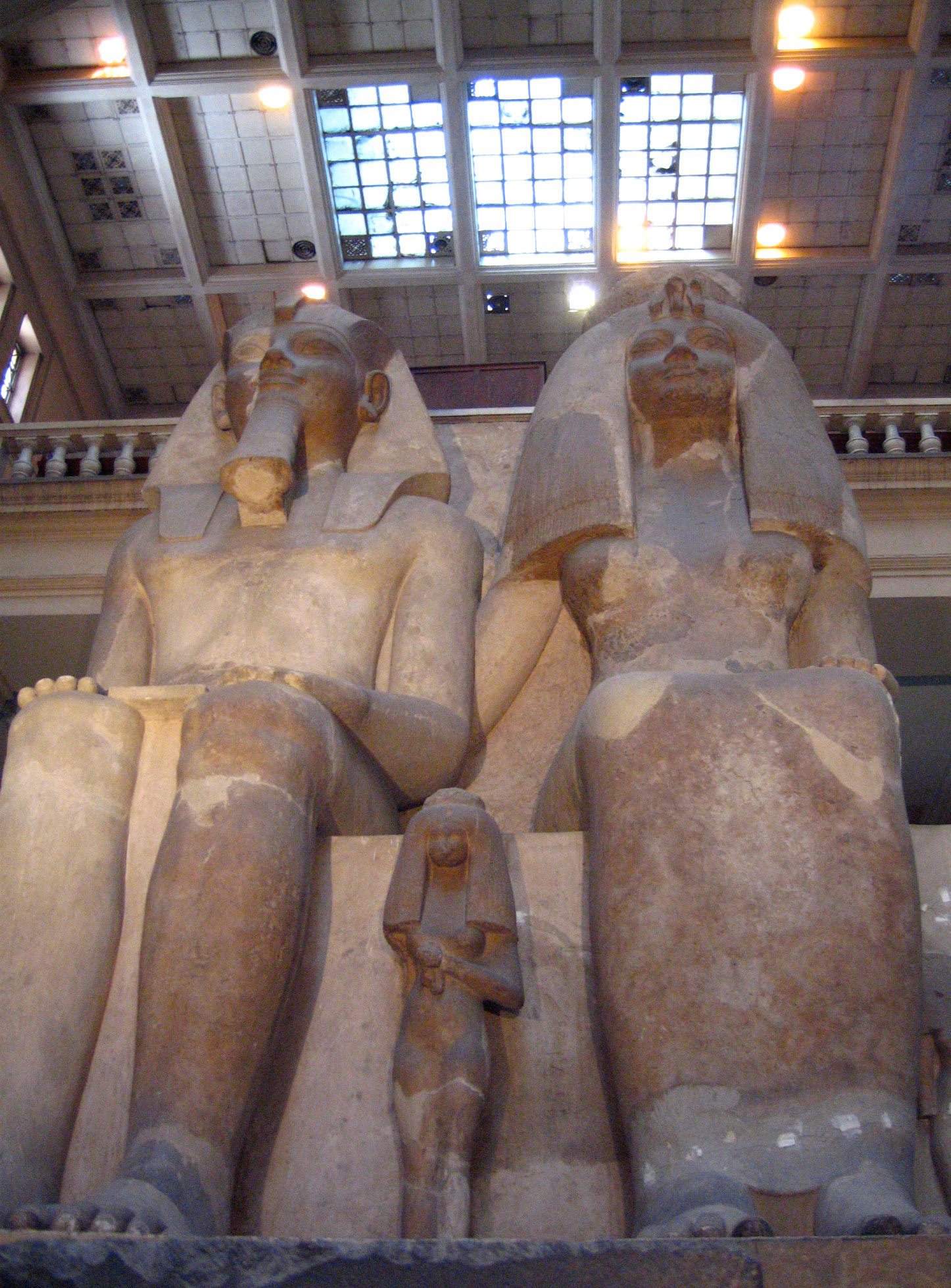
Amenhotep III en Teye met een van hun dochters Egyptisch Museum
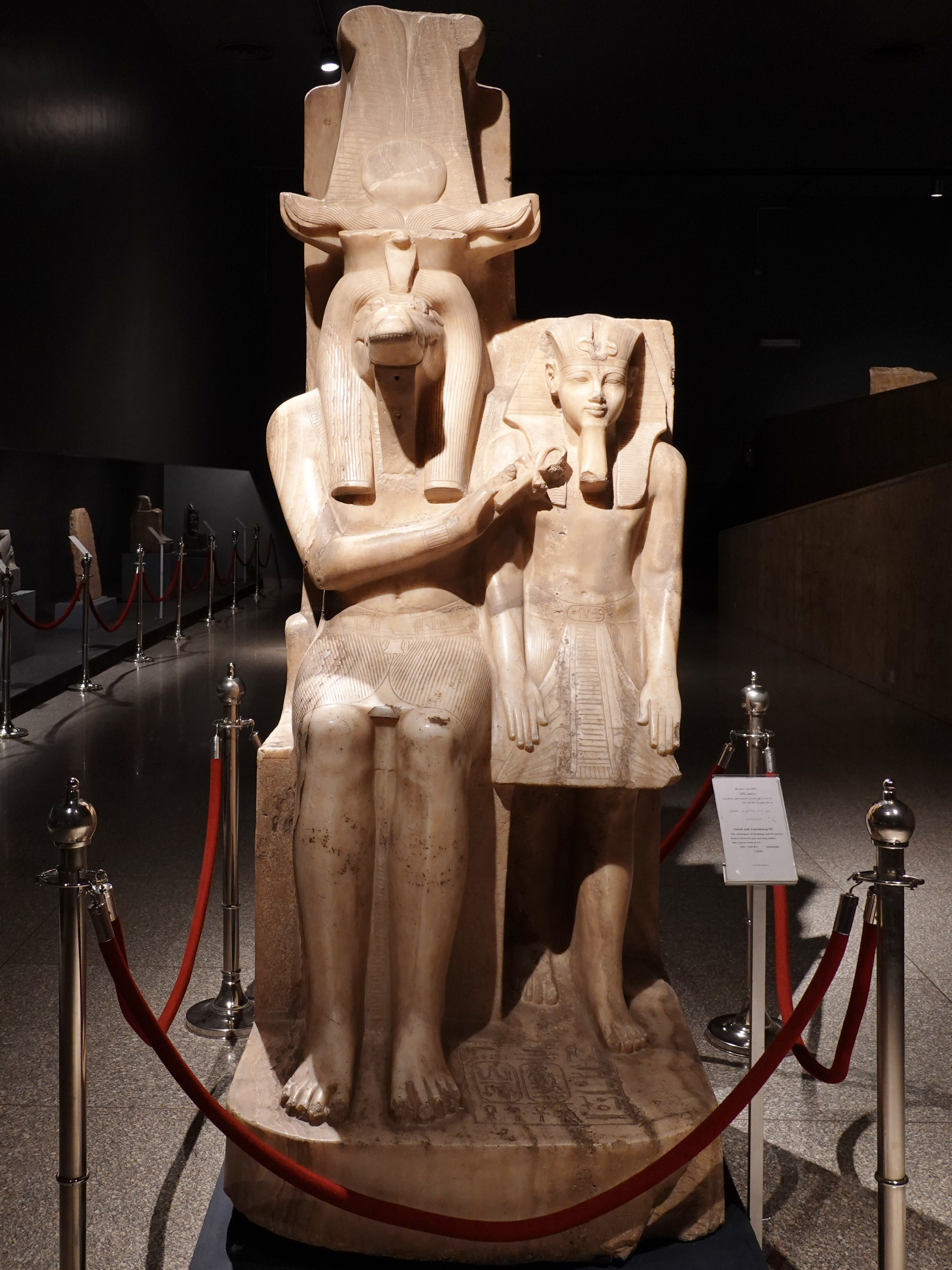
Amenhotep III and Sobek Luxor Museum
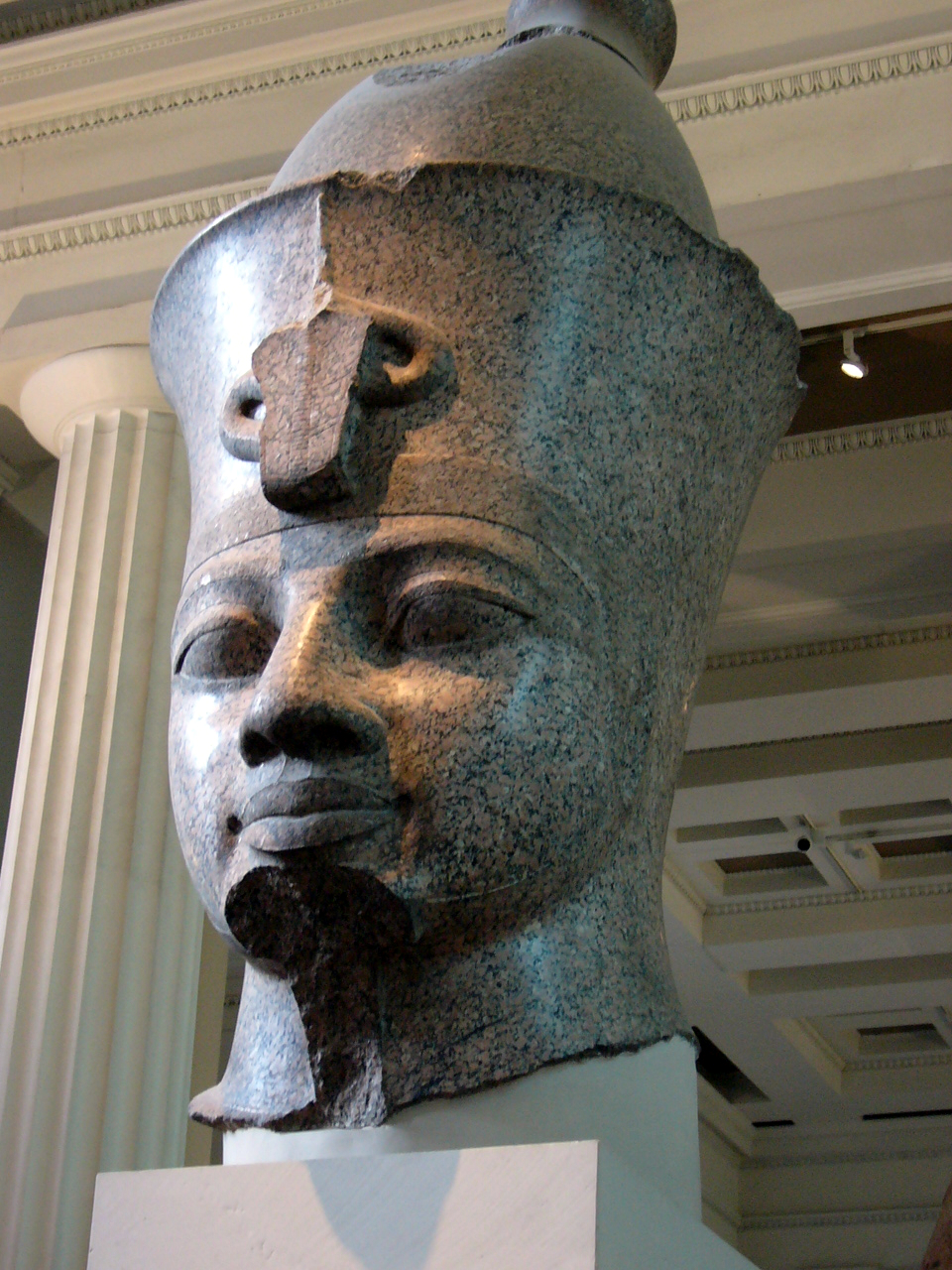
Hoofd van standbeeld van Amenhotep III Het werd in 2011 gevonden in Karnak British Museum
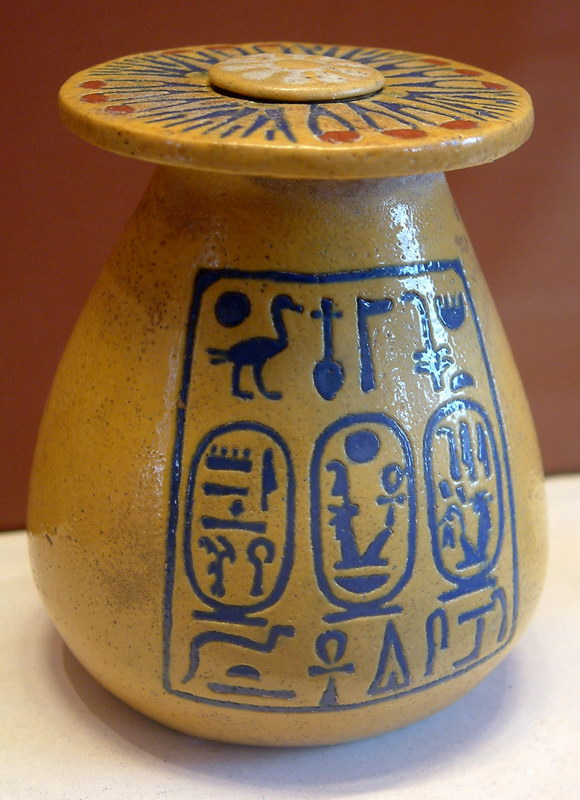
Vaas met cartouche van Amenhotep III (links) en Teye (rechts) Louvre
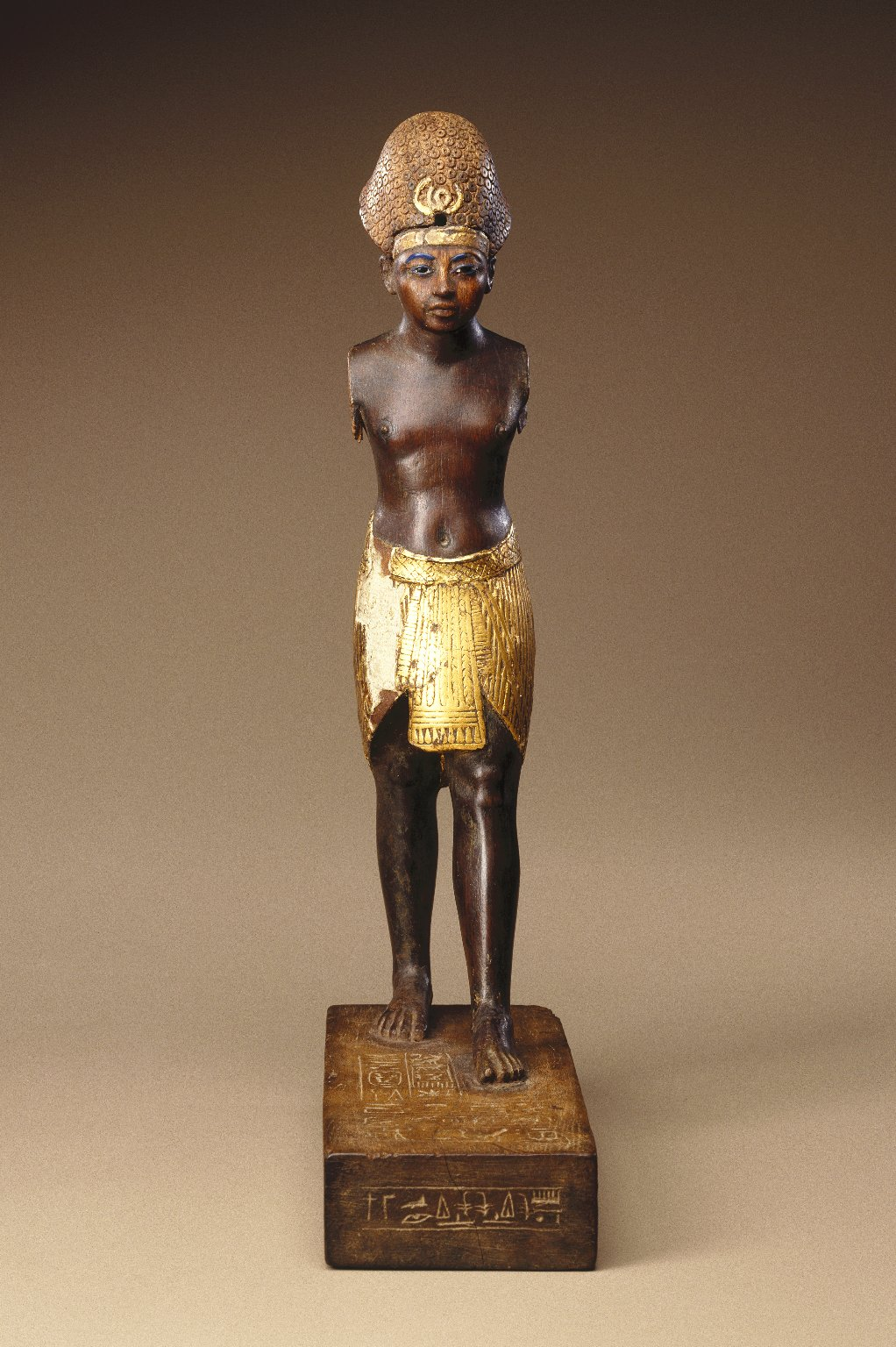
Realistische beeld van Amenhotep III Brooklyn Museum
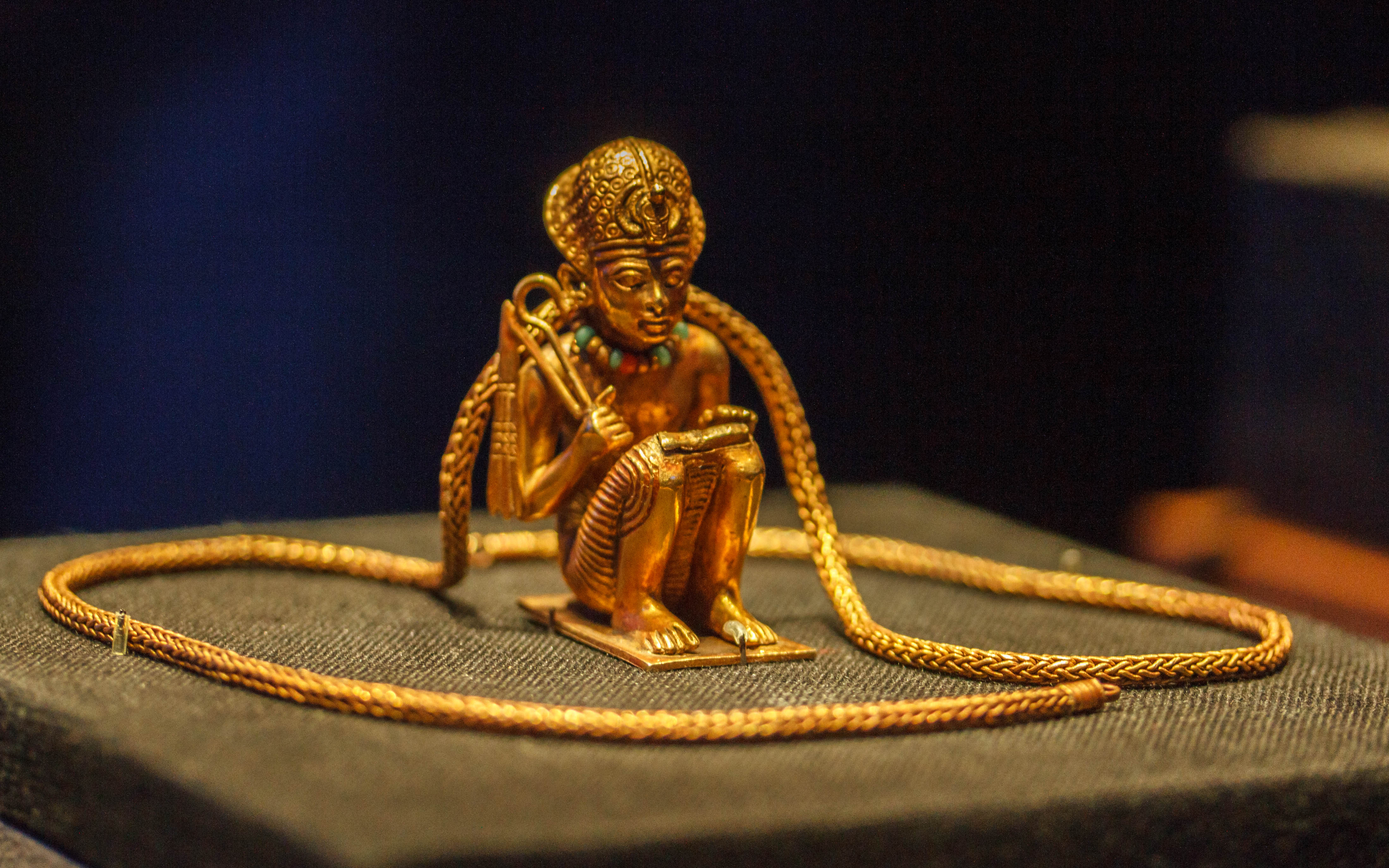
Amenhotep III Tentoonstelling "Toutânkhamon, le trésor du pharaon" (2019) Grande halle de la Villette

- Gemeinsame Normdatei: 118502484
- KulturNav: 2566f095-ee0b-429d-99e1-6e2f4f2f3622
- Nationale Bibliotheek van Tsjechië: av2009541083
- Virtual International Authority File: 316145858076623021867
- WorldCat: E39PCjHvFBmbtQDqCDJHXbxCPP